# هاسلوه
هاسلوه (به آلمانی: Hasloh) یک شهر در آلمان است که در Pinneberg واقع شده‌است. هاسلوه ۳٬۳۶۴ نفر جمعیت دارد.